# Stapfiella zambesiensis
Stapfiella zambesiensis är en passionsblomsväxtart som beskrevs av R.B. Fernandes. Stapfiella zambesiensis ingår i släktet Stapfiella och familjen passionsblomsväxter. Utöver nominatformen finns också underarten S. z. grandifolia.